# Lentilles de contact

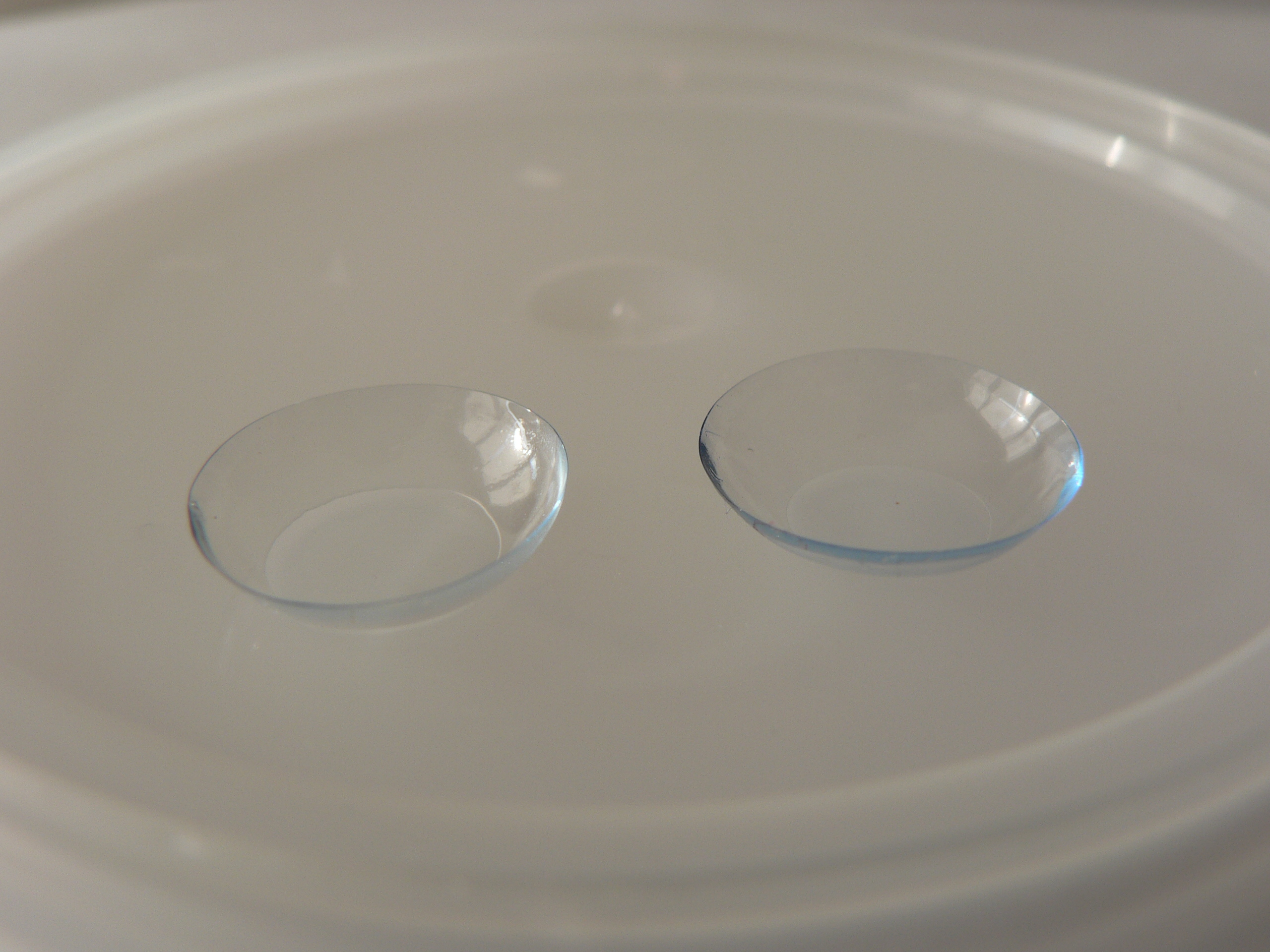
Une paire de verres de contact posés face concave vers le haut.

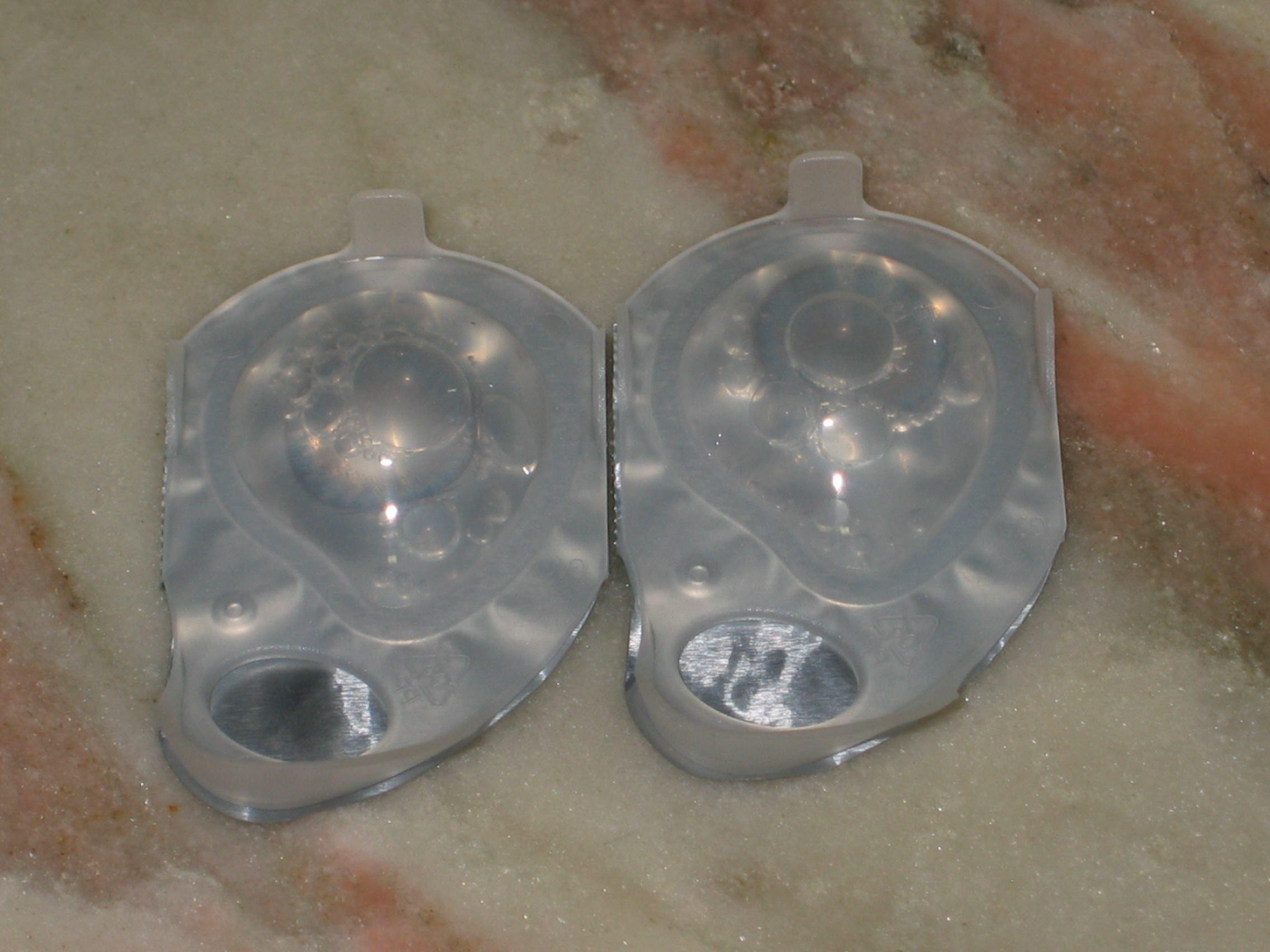
Lentilles de contact de teinte bleue dans leur emballage d'origine.

Une lentille de contact (aussi appelée verre de contact, lentille ou encore contact) est une lentille correctrice, cosmétique ou thérapeutique placée sur la cornée de l'œil.
Si Léonard de Vinci, en 1508, fut le premier à avoir eu l'idée des lentilles de contact, celles-ci ne seront mises au point qu'en 1887 par l'ophtalmologiste allemand Adolph Eugene Fick, et c'est l'ophtalmologiste français Eugène Kalt qui en présentera la première application en 1888 devant l'Académie de médecine de Paris sur une patiente atteinte de kératocône. Les lentilles de contact souples ont été inventées en 1961 par le chimiste tchèque Otto Wichterle, qui a aussi inventé le premier hydrogel utilisé dans leur production. Elles ont la même fonction que les lunettes. Beaucoup de lentilles de contact sont légèrement teintées en bleu afin de mieux les distinguer dans leur étui de stockage. Les lentilles de contact cosmétiques sont expressément colorées afin de modifier l'apparence de l'œil.
Environ 125 millions de personnes dans le monde portent des lentilles de contact (2 %) dont 28 à 38 millions aux États-Unis, et 13 millions au Japon. Les types de lentilles utilisés et prescrits varient nettement entre les pays, avec les lentilles rigides qui comptent approximativement 20 % des lentilles prescrites au Japon, aux Pays-Bas et en Allemagne et moins de 5 % en Scandinavie.
Les utilisateurs choisissent de porter des lentilles de contact pour diverses raisons. Beaucoup se considèrent plus séduisants en portant des lentilles de contact plutôt que des verres de vue. Les lentilles de contact ne sont pas affectées par la météo, ne s'embuent pas et n'affectent pas le champ de vision. Elles sont notamment très utilisées par les sportifs. Enfin, des problèmes ophtalmologiques tels que le kératocône ou l’aniseikonie sont mieux traités par le port de lentilles de contact.

## Histoire

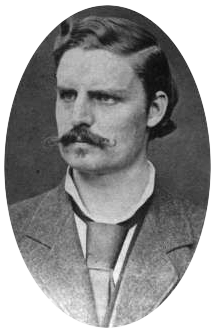
En 1888, Adolf Eugene Fick a apparemment été le premier à porter des lentilles de contact.

Léonard de Vinci est souvent crédité de l'idée des lentilles de contact dans son Codex de l'œil (1508), manuel D, où il a décrit une méthode pour modifier directement le pouvoir de la cornée de l'œil en la submergeant d'eau. Léonard, cependant, ne suggère pas que son idée pouvait être utilisée pour corriger la vision mais était plus intéressé par l'étude des mécanismes d'accommodation de l'œil. René Descartes a proposé, en 1636, une autre idée, dans laquelle un tube de verre rempli de liquide était placé en contact direct avec la cornée. L'extrémité saillante devait être composée de verre transparent, de façon à corriger la vision, mais l'idée n'était pas réalisable car il aurait été impossible de fermer les paupières.
En 1801, tout en menant des expériences concernant les mécanismes d'accommodation, le scientifique Thomas Young a construit un « œilleton » rempli de liquide qui pourrait être considéré comme un précurseur de la lentille de contact. Sur la base de l'œilleton, Young avait monté un oculaire de microscope. Cependant, comme pour Léonard de Vinci, le dispositif de Young n'avait pas pour but de corriger les erreurs de réfraction. Sir John Herschel, dans une note de l'édition de 1845 de L'Encyclopædia Metropolitana, a posé deux idées pour la correction visuelle: la première d'« une capsule sphérique de verre remplie de gelée animale », et la seconde d'« un moule de la cornée » qui pourrait être impressionné sur « une sorte de médium transparent ». Bien que Herschel n'ait jamais mis ses idées à l'épreuve, elles ont toutes deux été avancées plus tard par plusieurs inventeurs indépendants comme le docteur hongrois Dallos (1929), qui a perfectionné un procédé de fabrication de moules d'yeux vivants. Cela a permis la fabrication de lentilles qui, pour la première fois, se sont conformées à la forme réelle de l'œil.
Ce n'est qu'en 1887 qu'un souffleur de verre allemand, FE Muller, a produit le premier couvreur d'œil destiné à voir au travers et à être toléré. En 1888, l'ophtalmologiste allemand Adolf Eugene Fick construit et monte la première lentille de contact réussie. Tout en travaillant à Zurich, il a décrit la fabrication de la lentille sclérale afocale, dont le contour reposait sur les tissus moins sensibles autour de la cornée, et expérimenta leur adaptation : d'abord sur des lapins, puis sur lui-même, et enfin sur un petit groupe de bénévoles. Ces lentilles, fabriquées à partir de verre soufflé et lourd, étaient de 18  à   21 mm de diamètre. Fick remplit l'espace vide entre la cornée et le verre avec une solution de dextrose. Il a publié son travail, Contactbrille, dans la revue Archiv für Augenheilkunde en mars 1888. Les lentilles de Fick étaient grandes, lourdes, et ne pouvaient être portées que pendant quelques heures de suite. Le 20 mars 1888, Photinos Panas présenta à l'Académie de médecine de Paris la première utilisation par Eugène Kalt, alors chef de service d'ophtalmologie à l'Hôtel-Dieu, d'une coque de contact sur l'œil d'une patiente atteinte de kératocône, améliorant significativement sa vue. Eugène Kalt fut également à l'initiative de plusieurs essais similaires, avec des verres de contact taillés, dont certains d'un diamètre cornéen. August Müller à Kiel, en Allemagne, a corrigé sa propre myopie sévère avec des lentilles de contact sclérales, plus commodes, en verre soufflé de sa propre fabrication en 1888. En 1887, Louis J. Girard a également inventé une forme sclérale similaire aux lentilles de contact. La lentille sclérale en verre soufflé est restée la seule forme de lentille de contact avant les années 1930 où le polyméthacrylate de méthyle (PMMA ou Perspex/Plexiglas) a été inventé, permettant la première fabrication de lentilles sclérales en plastique. En 1936, l'optométriste William Feinbloom inventa les lentilles en plastique, les rendant plus légères et plus pratiques. Ces lentilles sont un mélange de verre et de plastique.
En 1949, les premiers verres « cornéens » ont été mis au point,,,. Ceux-ci étaient beaucoup plus petits que les verres originaux scléraux et posés seulement sur la cornée plutôt que sur l'ensemble de la surface oculaire visible. Ils pouvaient être portés jusqu'à seize heures par jour. Les lentilles de contact cornéennes PMMA ont été les premières à être diffusées massivement dans les années 1960. Les modèles en verres sont devenus plus sophistiqués avec l'amélioration de la technologie de fabrication.
Un inconvénient important des lentilles PMMA est que l'oxygène n'est pas transmis à travers la lentille au tissu conjonctif et à la cornée, ce qui peut causer un certain nombre d'effets indésirables d'ordre clinique. À la fin des années 1970, et durant les années 1980 et 1990, une gamme de matériaux rigides, perméables à l'oxygène, ont été mis au point afin de surmonter ce problème. Ces polymères sont appelés matériaux ou lentilles « rigides perméables au gaz » ou « RGP ». Bien que tous ces types de lentilles (sclérales, PMMA et PRSG) pourraient être correctement considérées comme étant « dures » ou « rigides », le terme dur est maintenant utilisé pour désigner les verres originaux PMMA qui sont encore parfois montés et portés, le terme rigide étant un terme générique pouvant être utilisé pour ces deux types de lentilles. Parfois, le terme « perméable au gaz » est utilisé pour désigner les lentilles rigides mais cela est potentiellement trompeur car les lentilles souples modernes sont également perméables aux gaz et permettent à l'oxygène de se déplacer à travers la lentille vers la surface oculaire[réf. souhaitée].
Les principaux progrès dans les lentilles souples sont le fait des chimistes tchèques Otto Wichterle et Drahoslav Lim, qui ont publié leurs travaux sur les « gels hydrophiles pour utilisation biologique » dans la revue Nature en 1959. Ceci a conduit au lancement de la première lentille souple (hydrogel) dans les années 1960 et à la première approbation du matériau Soflens par la US Food and Drug Administration (FDA) en 1971. Ces lentilles sont prescrites plus souvent que les lentilles rigides en raison principalement de leur confort immédiat. Les lentilles rigides nécessitent une période d'adaptation avant d'atteindre un niveau de confort suffisant. Les polymères à partir desquels les lentilles souples sont fabriquées se sont améliorés au cours des 25 années suivantes, principalement en matière d'augmentation de la perméabilité à l'oxygène en variant les matériaux qui les composent. En 1992, l'Écossais Ron Hamilton et le laboratoire Daysoft introduisent les lentilles souples jetables dont l'avantage est de ne nécessiter aucun produit d'entretien.
En 1999, une évolution importante a été le lancement des premiers hydrogels de silicone sur le marché. Ces nouveaux matériaux combinent les avantages du silicone, qui a une perméabilité extrêmement élevée à l'oxygène, avec le confort et la performance clinique des hydrogels classiques qui avaient été utilisés pendant les trente années précédentes. Dans une molécule légèrement modifiée, un groupe polaire est ajouté sans modifier la structure de l'hydrogel de silicone. Ceci est appelé le monomère Tanaka, car elle a été inventée et brevetée par Kyoichi Tanaka de Menicon Co. au Japon en 1979. Les hydrogels de silicone de seconde génération, tels que le galyfilcon A (Acuvue Advance, Vistakon) et le senofilcon A (Acuvue Oasys, Vistakon), utilisent le monomère Tanaka. Vistakon est un monomère Tanaka amélioré avec ajout d'autres molécules servant d'agent mouillant interne. Le comfilcon A (Biofinity, CooperVision) a été le premier polymère de troisième génération. Selon le brevet, le matériau utilise deux macromères siloxy de tailles différentes qui, lorsqu'ils sont utilisés en association, permettent une très haute perméabilité à l'oxygène. L'enfilcon A (Avaira, CooperVision) est un autre matériau de troisième génération qui est naturellement mouillant. L'enfilcon A contient 46 % d'eau.

## Types
Il existe plusieurs types de lentilles de contact. Les lentilles souples et les lentilles rigides sont les deux types de lentilles les plus répandus.

### Lentilles souples
Les lentilles souples sont les plus courantes, car très adaptables, abordables, et faciles à utiliser pour la plupart des personnes. En effet, on trouve des lentilles souples journalières, hebdomadaires, bimensuelles, mensuelles et annuelles. Également, la plupart des lentilles cosmétiques et thérapeutiques sont des lentilles souples.
| Fabricant           | Modèle        | Matériau    | Durée de vie | Eau    | Dk/t(*) | Mod. de Young | Coeff. de frott. x1000 | Protection UV | Rapport DIA/BC(**) |
| ------------------- | ------------- | ----------- | ------------ | ------ | ------- | ------------- | ---------------------- | ------------- | ------------------ |
| Bausch & Lomb       | SofLens 38    | polymacon   | 1 mois       | 38,6 % | 24,3    | -             | 513                    | Non           | 1,61               |
| Alcon (CIBA Vision) | Focus Monthly | vifilcon A  | 1 mois       | 55 %   | 20      | 0,79 Mpa      | -                      | Non           | 1,57 & 1,63        |
| Alcon (CIBA Vision) | Focus Dailies | nelfilcon A | 1 jour       | 69 %   | 26      | 0,91 Mpa      | 91                     | Non           | 1,60               |

(*) Transmissibilité de l'oxygène. Mesurée pour une dioptrie de -3,00.
(**) Rapport entre le diamètre de la lentille et son rayon de courbure.
| Fabricant           | Modèle           | Matériau      | Durée de vie | Eau  | Dk/t(*) | Mod. de Young | Coeff. de frott. x1000 | Protection UV     | Rapport DIA/BC(**) |
| ------------------- | ---------------- | ------------- | ------------ | ---- | ------- | ------------- | ---------------------- | ----------------- | ------------------ |
| Bausch & Lomb       | PureVision       | balafilcon A  | 1 mois       | 36 % | 101     | 1,1 Mpa       | 423                    | Non               | 1,63               |
| Bausch & Lomb       | Ultra            | samfilcon A   | 1 mois       | 46 % | 163     | 0,7 Mpa       | -                      | Non               | 1,67               |
| Alcon (CIBA Vision) | Night & Day Aqua | lotrafilcon A | 1 mois       | 24 % | 175     | 1,4 Mpa       | 166                    | Non               | 1,60 & 1,64        |
| Alcon (CIBA Vision) | Air Optix Aqua   | lotrafilcon B | 1 mois       | 33 % | 138     | 1 Mpa         | 222                    | Non               | 1,65               |
| CooperVision        | Biofinity        | comfilcon A   | 1 mois       | 48 % | 160     | 0,75 Mpa      | 50                     | Non               | 1,63               |
| CooperVision        | Avaira           | enfilcon A    | 1 mois(***)  | 46 % | 125     | 0,5 Mpa       | 18                     | FDA Class 2(****) | 1,67 & 1,69        |
| Johnson & Johnson   | Acuvue Advance   | galyfilcon A  | 2 semaines   | 47 % | 86      | 0,43 Mpa      | 42                     | FDA Class 1(****) | 1,61 & 1,69        |
| Johnson & Johnson   | Acuvue Oasys     | senofilcon A  | 2 semaines   | 38 % | 147     | 0,72 Mpa      | 18                     | FDA Class 1(****) | 1,59 & 1,67        |
| Johnson & Johnson   | Acuvue Vita      | senofilcon C  | 1 mois       | 41 % | 147     | 0,77 Mpa      | -                      | FDA Class 1(****) | 1,59 & 1,67        |
| Menicon             | Miru             | asmofilcon A  | 1 mois       | 40 % | 161     | 0,9 Mpa       | -                      | Non               | 1,63 & 1,69        |
| Menicon             | PremiO           | asmofilcon A  | 2 semaines   | 40 % | 161     | 0,9 Mpa       | 176                    | Non               | 1,63 & 1,69        |

(*) Transmissibilité de l'oxygène. Mesurée au centre de la lentille pour une dioptrie de -3,00.
(**) Rapport entre le diamètre de la lentille et son rayon de courbure. Ce rapport est particulièrement important pour les lentilles à module de Young élevé, c'est-à-dire plus rigides. 
(***) Un mois ou deux semaines selon les sources,,. 
(****) La norme FDA Class 1 correspond à un filtrage d'au moins 99 % des UVB et 90 % des UVA. La norme FDA Class 2 correspond à un filtrage d'au moins 95 % des UVB et 70 % des UVA. 

### Lentilles rigides
Il existe deux sortes de lentilles rigides (qui ont remplacé les anciennes lentilles dures) : les premières lentilles rigides qui existent depuis longtemps sont en PMMA (ou Perspex/Plexiglas) et les lentilles rigides modernes que l'on qualifie de RGP (Rigid Gas Permeable). Les lentilles rigides modernes sont un type de lentilles qui satisfait particulièrement les porteurs susceptibles de souffrir de sécheresse oculaire, du fait de leur grande perméabilité à l'oxygène. Elles sont cependant moins répandues que les lentilles souples.
La plupart des lentilles rigides sont plus onéreuses que les lentilles souples, mais leur fréquence de remplacement est généralement moins élevée. En effet, certaines lentilles rigides peuvent être utilisées durant un à deux ans. De grandes disparités sont observées dans les prescriptions de lentilles rigides selon les pays : elles représentent 20 % des prescriptions au Japon, aux Pays-Bas et en Allemagne mais seulement 5 % des prescriptions en Scandinavie.

## Fonctions
Les lentilles de contact peuvent avoir des fonctions correctrices, cosmétiques et/ou thérapeutiques.

### Lentilles correctrices
Les lentilles de contact sont correctrices pour la plupart des porteurs. En effet, chez de nombreuses personnes, il y a un décalage entre le pouvoir de réfraction de l'œil et la longueur de l'œil, ce qui conduit à une erreur de réfraction. Une lentille de contact neutralise ce manque et permet de corriger la vue. Tous les défauts de vue peuvent être corrigés par les lentilles de contact : l'hypermétropie, la myopie, l'astigmatisme et la presbytie (difficulté à voir de près). Les porteurs doivent généralement retirer leurs lentilles tous les soirs ou tous les deux ou trois jours, selon la marque et le style de la lentille de contact. Certaines lentilles de perméabilité particulière, peuvent être portées sans interruption pendant un mois sous contrôle de son ophtalmologiste. Récemment, il y a eu un regain d'intérêt pour l'orthokératologie, la correction de la myopie grâce à l'aplatissement nocturne de la cornée, ce qui permet de laisser l'œil sans lentilles de contact ou sans lunettes de correction au cours de la journée.
Il existe également des lentilles de contact progressives qui permettent de corriger la presbytie et la vision de loin. Le principe le plus utilisé fait appel à la vision simultanée, c’est le cerveau qui travaille inconsciemment pour permettre cette vision de près comme de loin, mais ce mécanisme ne fonctionne pas pour tout le monde.
Pour les personnes ayant certaines déficiences dans la perception des couleurs, des lentilles de contact de teinte rouge X-Chrom peuvent être utilisées. Bien que la lentille ne restaure pas une vision parfaite des couleurs, on prétend qu'elle permet à certains individus daltoniens de mieux les discriminer, mais un daltonien qui ne voit pas une certaine couleur ne peut la voir davantage par cet artifice, il s'agit en fait d'une transposition de couleur,. Les lentilles ChromaGen produiraient des améliorations significatives dans la vision des couleurs mais se sont révélées avoir des limites sur la vision de nuit.
D'autres lentilles sont dites photochromiques, noircissant avec la lumière du soleil mais ne permettant pas néanmoins de se passer toutefois de lunettes de soleil adaptées.

### Lentilles cosmétiques
Les lentilles de contact cosmétiques sont conçues pour changer l'apparence de l'œil. Ces lentilles peuvent également parfois corriger la vision. Il existe des lentilles de contact de nombreuses couleurs. En effet, toutes les couleurs possibles sont adaptables aux lentilles : bleu, vert, rouge, jaune, orange, etc. On trouve également des lentilles phosphorescentes (qui brillent dans l'obscurité) et des lentilles permettant d'avoir des yeux semblables à ceux de divers animaux (notamment ceux des félins et des reptiles). Les lentilles de contact cosmétiques sont souvent utilisées pour faire apparaître l'œil d'une façon agréable, inhabituelle ou non naturelle en apparence, notamment dans les films, où les lentilles peuvent donner une apparence d'yeux démoniaques, ensoleillés, etc. Des lentilles souples fluo sont utilisées par un certain nombre d'adeptes de sorties en discothèque. Les lentilles cercle sont un type de lentilles cosmétiques destinées à agrandir la taille apparente de l'iris.
Un autre type de lentilles cosmétiques, les lentilles sclérales, permettent de couvrir la partie blanche de l'œil (c'est-à-dire la sclère). En raison de leur taille, ces lentilles sont difficiles à insérer et ne bougent pas très bien dans l'œil. L'utilisateur a un petit espace pour voir à travers, ce qui peut entraver la qualité de sa vision. De ce fait, ces lentilles ne peuvent généralement pas être portées plus de trois heures, car elles peuvent provoquer une vision trouble. Des lentilles similaires ont plus directement des applications médicales. Par exemple, certains verres peuvent donner à l'iris une apparence élargie, ou masquer des défauts tels que l'absence de l'iris (aniridie) ou son imperfection (dyscoria).
En Belgique, le Conseil Supérieur de la Santé a publié en 2014 un document intitulé « Lentilles colorées ou de fantaisie » dans lequel il met en évidence les risques liés à ces lentilles de fantaisie. En effet, le problème majeur réside actuellement dans le fait que les lentilles colorées et de fantaisie ne sont pas considérées comme des dispositifs médicaux, contrairement aux lentilles correctrices. La production des dispositifs médicaux est soumise à un contrôle strict, ce qui réduit le risque de complications. Ce n'est pas le cas des lentilles colorées et de fantaisie, qui sont disponibles en vente libre. De plus, les utilisateurs de lentilles de fantaisie sont souvent des utilisateurs occasionnels, dans des moments festifs et n'ont donc pas nécessairement été formés et ont moins d'habitude d'utiliser ce type de produit. Ces deux facteurs les exposent à plus de risques de complications graves que les utilisateurs classiques. Le Conseil recommande donc :
- de mettre à la disposition des esthéticiennes, coiffeurs, opticiens et tout autre lieu de vente de ces lentilles colorées ou de fantaisie, un feuillet d’information ou une affiche pour informer des risques potentiels ;
- d’instaurer comme pour les tatouages l’utilisation d’un informed consent, document reprenant les informations utiles et que les personnes signeraient à l’achat des lentilles ;
- à la suite aussi de l’évolution du marché et la volonté de certaines firmes de vouloir faire du volume grâce à la production de lentilles journalières disponibles via l’Internet le Conseil souhaite également que le Service Public Fédéral des Affaires économiques soit informé du développement de ce phénomène qui prend de l’ampleur et recommande que des mesures soient prises pour que la vente de lentilles colorées ou non reste dans les mains d’un professionnel capable de dispenser les conseils d'utilisation et de prévention nécessaire ainsi que d'assurer le contrôle qualité des produits vendus.
- enfin, l'avis rappelle les quelques conseils d'utilisation et d'hygiène nécessaires lors de l'emploi de ces produits[48].

### Lentilles thérapeutiques
Les lentilles souples sont souvent utilisées dans le traitement et la gestion des troubles de non réfraction de l'œil. Une lentille de contact servant de bandage peut protéger une cornée blessée ou malade à la suite du frottement dû au clignement des paupières, permettant ainsi une guérison. Elles sont utilisées dans divers traitement, y compris la kératopathie bulleuse, la sécheresse oculaire, les ulcères et l'érosion de la cornée, les kératites, les œdèmes de cornées, les Descemetocele, l'ectasis de la cornée, l'ulcère de Mooren, la dystrophie antérieure de la cornée, et la kératoconjonctivite neurotrophique. Après des opérations comme le Lasik, on peut utiliser un certain type de lentilles pour améliorer la cicatrisation de l'œil. Des lentilles de contact diffusant des médicaments dans les yeux ont également été mises au point.

## Lentilles à port continu
De nos jours, certains types de lentilles (souples et rigides) peuvent être portées de jour et de nuit. Les lentilles rigides, de par leurs matériaux, présentent une plus grande perméabilité à l'oxygène et n'ont donc, selon les fabricants, pratiquement pas de contre-indication au port nocturne. Ces lentilles rigides portées la nuit ont également permis l'apparition de l'orthokératologie, qui est le port de lentilles rigides avec des rayons précis et qui, grâce à l'élasticité cornéenne, permettent de mouler la cornée afin de réduire par exemple la myopie. Les résultats sont variables et les lentilles doivent être portées régulièrement afin de voir les résultats sur une période significative.
Les lentilles souples standard ne sont pas prévues pour être portées lorsqu'on dort car elles ne permettent pas à l'œil de s'oxygéner correctement. Dans la majorité des cas, il est néanmoins possible de faire la sieste avec ces lentilles. Cependant, en cas d'œil rouge ou de vision floue au réveil, il vaut mieux ne pas recommencer. En cas d'oubli, si on a dormi avec ses lentilles, l'œil peut être sec et il est alors recommandé de mettre un peu de sérum physiologique stérile (jamais d'eau) dans les yeux avant de retirer les lentilles. Le port nocturne des lentilles souples s'est développé plus récemment grâce aux nouveaux matériaux avec l'apparition en particulier des lentilles silicones hydrogel qui ont une perméabilité plus grande à l'oxygène que les lentilles souples standards.
Cependant, des ophtalmologues déconseillent le port continu car il augmente considérablement le risque d'infection et peut aboutir à de graves complications. Ces lentilles (que l'on peut enlever tous les soirs comme les lentilles classiques) peuvent être prescrites à des patients qui ont tendance à oublier occasionnellement d'enlever leurs lentilles ou dans le cas de personnes ressentant une gêne avec les lentilles traditionnelles. Dans tous les cas, le port de nuit nécessite de prendre un avis médical auprès d'un ophtalmologue.

## Matériaux de fabrication
Les premières lentilles de contact, fabriquées à base de verre, causaient des irritations et ne pouvaient être portées longtemps. Mais lorsque William Feinbloom (en) invente les lentilles fabriquées à base de polyméthacrylate de méthyle (PMMA ou Plexiglas), les lentilles deviennent beaucoup plus attractives. Ces lentilles en PMMA sont communément référencées en tant que lentilles « dures » (ce terme n'est aucunement utilisé pour d'autres types de lentille). Cependant, les lentilles en PMMA ont un inconvénient : aucun oxygène n'est transmis à travers la lentille vers la cornée, ce qui peut poser quelques troubles cliniques. À la fin des années 1970 et dans les années 1980 et 1990, les lentilles rigides ont été améliorées pour les rendre totalement perméables à l'oxygène.

## Usage
Avant de toucher les lentilles de contact ou les yeux, il est important de bien se laver et se rincer les mains avec un savon qui ne contient pas d'hydratants ou des allergènes tels que les parfums. Le savon utilisé pour le lavage des mains avant l'usage de lentilles ne doit pas être antibactérien en raison du risque d'un mauvais lavage qui induirait la possibilité de détruire les bactéries naturelles qui se trouvent sur les yeux. La technique pour enlever ou insérer une lentille de contact varie légèrement selon que celle-ci soit souple ou rigide.

### Insertion

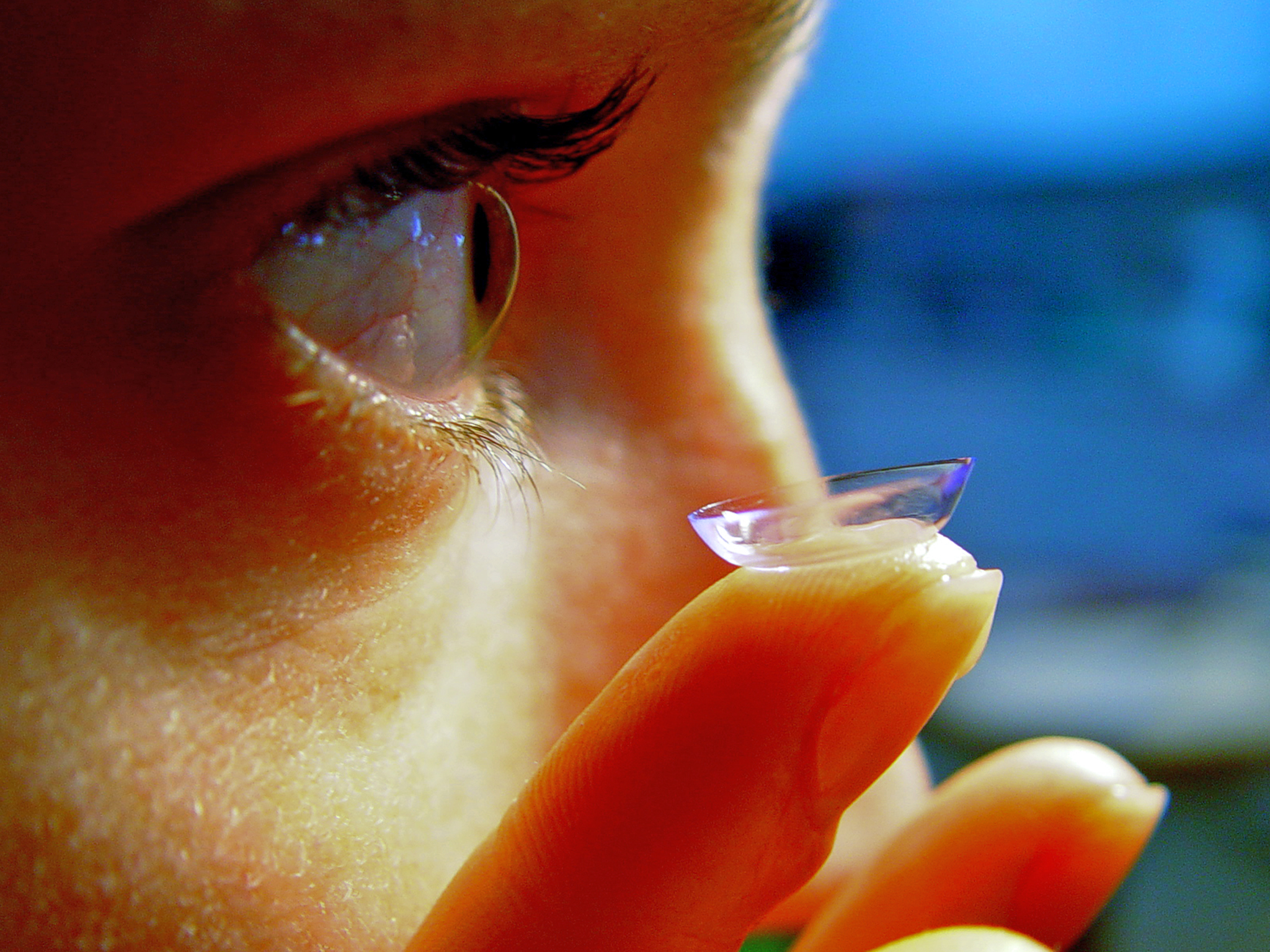
Insertion d'une lentille de contact.

Les lentilles de contact sont généralement insérées dans l'œil en les plaçant sur l'index. L'autre main peut être utilisée pour garder l'œil ouvert. Mais des problèmes se posent en particulier avec les lentilles souples jetables, si la tension superficielle entre la lentille et le doigt est trop grande, la lentille peut se transformer elle-même. Lors du premier contact avec l'œil, une brève période d'irritation peut s'ensuivre le temps que l'œil s'acclimate à la lentille ou au liquide multifonctions. L'irrigation de l'œil doit aider au cours de cette période, qui ne devrait généralement pas excéder une minute. Un produit de rinçage ou du sérum physiologique peut être utilisé pour un meilleur confort et pour réduire les risques ultérieurs d'intolérance.

### Retrait
Une lentille souple peut être enlevée en tenant les paupières ouvertes avec une main et en saisissant la lentille avec l'autre. Cette méthode peut paraître difficile, en partie à cause du réflexe de clignement. Si la lentille est poussée au large de la cornée, elle peut boucler (en raison de la différence de courbure), ce qui la rend plus facile à appréhender. Une autre méthode consiste à pincer la lentille entre les paupières en appuyant dessus avec les doigts pour lui faire perdre son adhérence, ainsi les doigts ne risquent pas d'entrer en contact avec l'œil.
Les lentilles de contact rigides peuvent être enlevées en tirant avec un doigt sur la face externe ou latérale, et en clignant pour lui faire perdre l'adhérence. L'autre main sert généralement de ventouse sous l'œil afin d'attraper la lentille. Il existe aussi des petits outils spécialement conçus pour enlever les lentilles, qui ressemblent à de petits plongeurs en plastique souples. Le concave fin est porté à l'œil et touche la glace, formant un lien plus fort que celle de la lentille avec la cornée, et la lentille peut être retirée de l'œil plus facilement. La manipulation doit être montrée au patient par un professionnel (en général l'opticien).

## Entretien

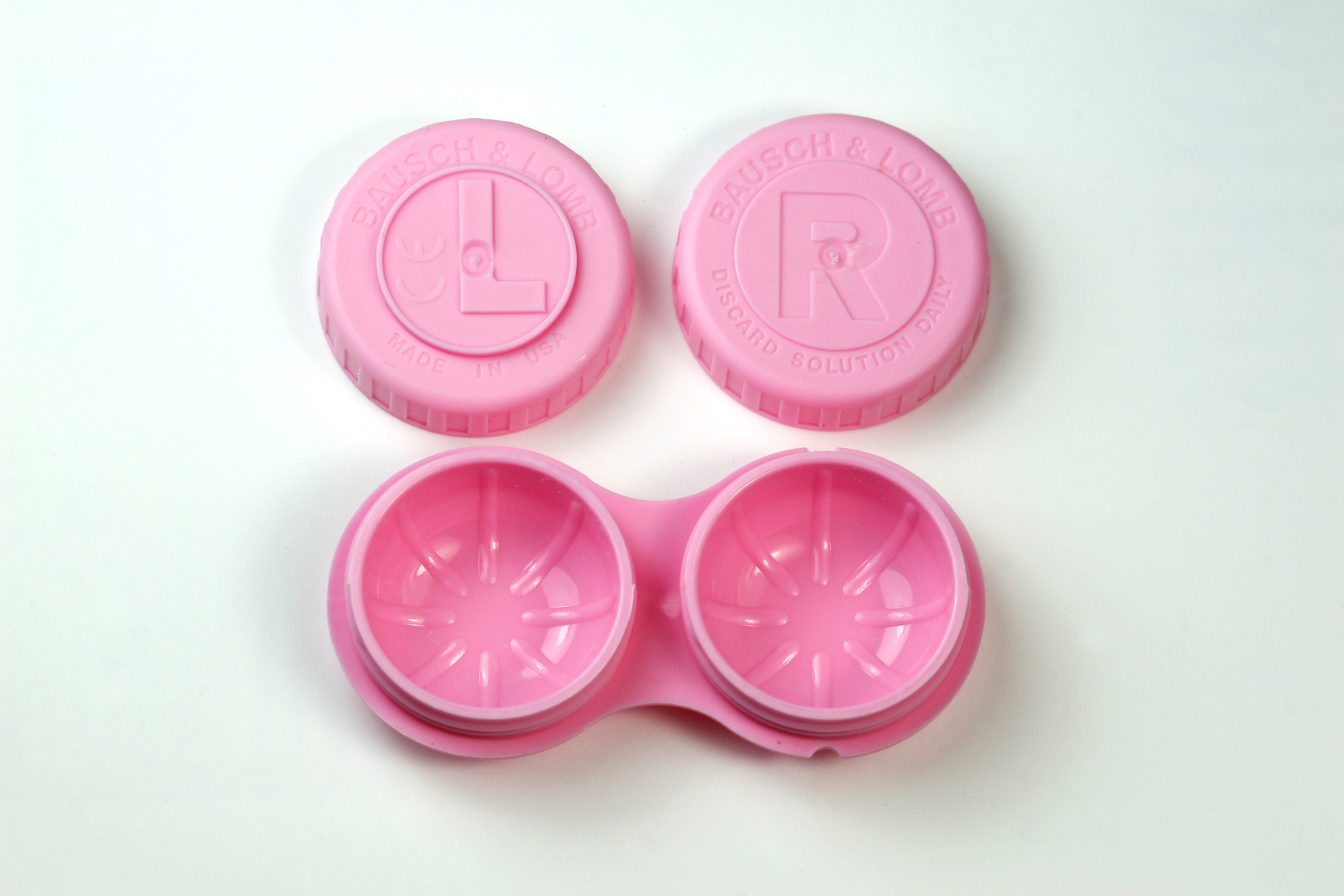
Étui pour lentilles de contact.
(L) signifie Gauche
(R) signifie Droite.

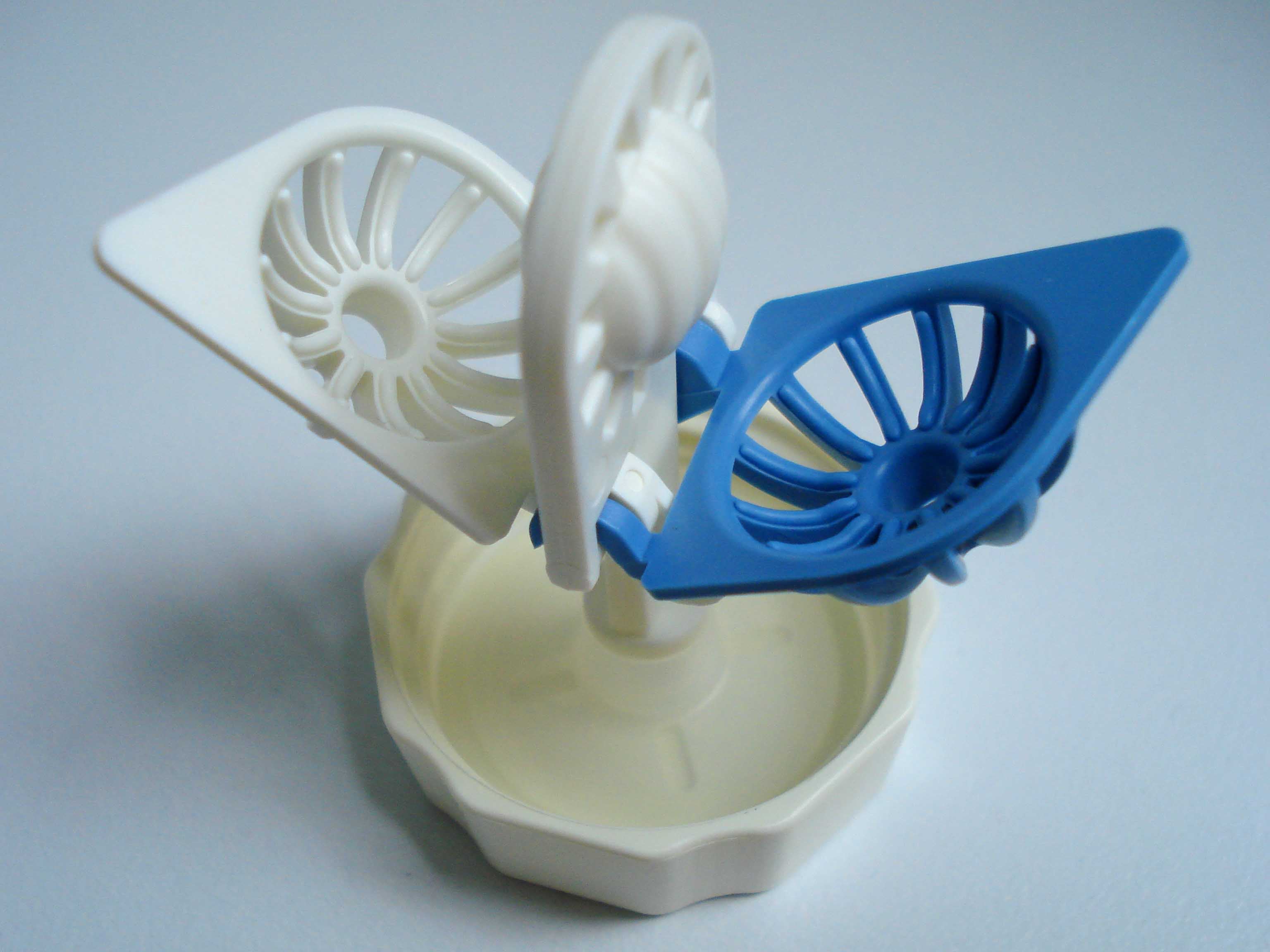
Panier d'un étui à lentilles du type utilisé pour la désinfection au peroxyde d'hydrogène.

Pour ranger des lentilles de contact, il existe souvent des solutions proposant un étui ainsi qu'une solution de désinfection et de conservation. Il s'agit souvent de mettre la lentille dans l'étui rempli de cette solution. Si les lentilles jetables ne nécessitent pas de nettoyage, d'autres types exigent un nettoyage et une désinfection réguliers afin de conserver une vision claire et d'éviter l'inconfort et les infections par divers micro-organismes tels que les bactéries, les champignons et les Acanthamoeba, qui forment un biofilm sur la surface de la lentille. Il existe un certain nombre de produits qui peuvent être utilisés à cet effet :

### Désinfection et déprotéinisation
- Solution multifonctions : la solution de nettoyage la plus répandue pour lentilles de contact. Utilisée pour le rinçage, la désinfection, la déprotéinisation, le nettoyage et la conservation des lentilles. D'après différentes études, ce type de solution n'est pas efficace contre les Acanthamoeba[51],[52],[53]. Étant donné que les produits désinfectants contenus dans ces solutions multifonctions sont absorbés par les lentilles, la cornée y est exposée en permanence[54]. Cela entraîne une atteinte de l'épithélium cornéen pour différentes combinaisons de solutions et de lentilles[55].

- Solution de peroxyde d'hydrogène : utilisée pour la désinfection des lentilles, la déprotéinisation, le nettoyage et - après que la solution est neutralisée - la conservation des lentilles, et disponible sous deux formes, soit « à deux étapes » (neutralisation au moyen d'une solution à la catalase ou au pyruvate de sodium) soit « à une étape » (neutralisation de la solution via des comprimés à la catalase ou un disque recouvert de platine). Ce type de solution est efficace contre les Acanthamoeba, mais la solution ne doit pas être neutralisée immédiatement, la neutralisation via des comprimés est donc idéale car elle permet d'ajouter le comprimé après 2-3 heures, la durée nécessaire pour une désinfection totale avec une concentration de 3 % de H2O2[51],[56].

### Autres
- Solution saline : utilisée pour le rinçage des lentilles après le nettoyage et la préparation en vue de leur insertion. Les solutions salines ne désinfectent pas les lentilles.

- Nettoyant quotidien : utilisé pour nettoyer les lentilles sur une base quotidienne.

- Nettoyeur enzymatique : utilisé pour le nettoyage des dépôts de protéines de lentilles, le plus souvent de façon hebdomadaire si le nettoyage quotidien n'est pas suffisant.

## Données techniques associées
- BC = Courbure (Base Curve)
- DIA = Diamètre de la lentille
- SPH = Sphère correspond à la puissance sphérique de la lentille
- CYL = Cylindre correspond au degré d'astigmatisme
- AXIS = Axe de la direction de l’astigmatisme
- DK = Perméabilité du matériau à l'O2
- DK/e = Transmissibilité (perméabilité par rapport à l'épaisseur) du matériau à l'O2

## Effets indésirables
Des complications dues au port de lentilles de contact touchent environ 4 % des porteurs de lentilles chaque année. Le port excessif des lentilles de contact, particulièrement pendant la nuit, est associé à la plupart des préoccupations de sécurité. Les problèmes associés au port de lentilles de contact peuvent affecter la paupière, la conjonctive, les différentes couches de la cornée, et même le film lacrymal qui recouvre la surface externe de l'œil.
Des études menées sur les effets secondaires à long terme du port de lentilles de contact, à savoir plus de cinq ans, par exemple par Zuguo Liu et al. 2000 concluent que « le port des lentilles de contact de longue durée semble diminuer l'épaisseur de la cornée entière et augmenter la courbure de la cornée et les irrégularités de surface. » À long terme le port de lentilles de contact rigides est associé à une diminution de la densité des kératocytes de la cornée et à une augmentation du nombre de cellules de Langerhans épithéliales.
Les effets indésirables peuvent être classés selon leur localisation, au niveau :
- des paupières : ptosis ;
- de la conjonctive : dermite de contact, conjonctivite papillaire géante, kératoconjonctivite limbique supérieure ;
- de la cornée, et plus exactement au niveau :
  - de l'épithelium : abrasion, érosion, ulcère, hypoxie ;
  - du stroma : surinfection et kératite (bactéries, protozoaires comme Acanthamoeba, champignons comme Fusarium[62]), kératocône ;
  - de l'endothélium.